# Stropsko
Stropsko (cyr. Стропско) – wieś w Serbii, w okręgu pczyńskim, w mieście Vranje. W 2011 roku liczyła 143 mieszkańców.